# County Mayo
County Mayo (Irsk: Contae Mhaigh Eo) er et county i provinsen Connacht i den vestlige del af Republikken Irland.
County Mayo omfatter et areal på 5.397 km² med en samlet befolkning på 123.648 (2006) og det administrative county-center ligger i byen Castlebar.
Mayo har et afvekslingsrig landskab med fladt agerland i øst og i sydvest højlandet med bjergene Partry og Mweelrea. Det 817 m høje Mweelrea er Mayos højeste bjerg.
Den nordvestlige del af county Mayo er med sine mange tørvemoser et af Irlands tyndeste befolkede områder. Her ligger også den indtil 800 Meter høje bjergkæde Nephin Beg Range.
Kystlinien har mange bugter og øer. Bugten Clew Bay ved Westport kaldes også De 365 øers bugt. Mayo største øer er Achill Island, Clare Island og Inishturk. Achill Island er forbundet med en bro til fastlandet. Af Mayos talrige søer er Lough Mask og Lough Carra i syd og Lough Conn i nordøst de betydeligste.

## Historie
Mange arkæologiske fund i området vidner om at det nuværende County har været tidlig beboet. 4. 000 før vor tid var der i området bosættelser med agerbrug og kvægholdere. De mest betydningsfulde fundsteder i denne kategori er Céide Fields på nordkysten. Efterhånden som de nuværende tørvemoser for ca. 3.000 før vor tid begyndte at danne sig, måtte disse bosættelser opgives, men markgrænserne ses endnu tydelig.
I det 5. århundrede kom kristendommen til det nordvestlige Irland. Angivelig har også den hellige Skt. Patrick missioneret i området. Et sagn beretter om, at Skt. Patrick i år 441 har fastet i 40 dage på det 764 meter høje bjerg Croagh Patrick.
- Klosterkirken Aghagower
- Rundtårnet i Killala
- Klosteret Burrishoole
- Kirkegård og rundtårn i Turlough

Fra midten af det 5. århundrede blev der opført en række kirkebygninger som f.eks. klostrene Aghagower (5 km sydøst for Wesport), Ballintubber, (15 km syd for Castlebar), Turlough (6 km øst Castlebar) og Killala (10 km nord for Ballina. Siden begyndelsen af det 9. århundrede blev disse klostre gentagne gange overfaldet af vikingerne.
1235 kom Mayo under normannernes og de hjemlige klaner tabte deres betydning. Under de nye herrer blev der i den følgende tid grundlagt en række klostre Det første blev sandsynligvis bygget mellem 1240 og 1250 i byen Achonryn. Andre betydningsfulde grundlæggelser var, Ballinasmale (1288), Burriscarra (1298), Ballinrobe (1313) og Ballyhaunis (ca. 1430). Disse klostre blev i det 16. århundrede opløst og forfaldt. Mange af dem kan i nutiden ses som ruiner.
1570 fik County Mayo sine nuværende grænser. Der kom i de følgende år mindre oprør, men de var ufarlige for det engelske herskab. I det 17. århundrede blev Mayo mere og mere et tilbagetrækningsområde for irere som englænderne havde fordrevet fra andre landsdele. Mottoet To hell or to Connacht havde sin oprindelse fra denne tid.
Under det irske oprør i 1798 spillede Mayo en hovedrolle. Den 22. august 1798 landede et fransk ekpeditionskorps med ca. 1.100 mand i bugten Killala Bay, for at støtte oprørerne. Efter at have indtaget Killala og Ballina, marcherede de til de til Castlebar, hvor den britiske garnison befandt sig. Disse blev efter en kort kamp slået på flugt og måtte trække sig tilbage til Tuam i County Galway. Under beskyttelse af franskmændene blev den kortlevende republik Connacht etableret. Oprøret blev af englænderne hurtigt slået ned og mange af oprørerne fra Mayo faldt i kamp eller blev i de følgende uger henrettet.
Da 90 procent af Mayos befolkning var afhængig af kartoffeldyrkning blev de ekstra ramt af hungersnøden i Irland 1845-1849. Man skønner, at der i hungersnødperioden døde omkring 25 procent af Mayos indbyggere. Efter hungersnøden fulgte masseemigrationen, så indbyggertallet faldt fra 389.000 i 1841 til 275.000 i 1851.
1879 var Mayo oprindelsesstedet for den politiske organisation Irish Land League (ILL), der som mål havde at forbedre den fattige irske bondestands kår. Den 20. april 1879 begyndte den såkaldte Land War. Mayo var tyngdepunktet i den irske Land War. En af de mest kendte aktioner var boykotten i 1880 af den engelske godsforvalter Charles Cunningham, der havde et gods på østsiden af søen Lough Mask. Det lykkedes de irske pagtere, med ikke voldelige metoder, at tvinge ham tilbage til England. I de næste 30 år kom der nye love, der forbedrede pagternes vilkår.
Trods forbedringerne i levevilkårene forsatte den store udvandring, faldt indbyggertallet fra 172.000 (1926) til 133.000 i 1956. Siden er det lykkedes med en forbedret infrastruktur og ved at tiltrække nye industrivirksomheder i det mindste at forsinke den negative udvikling.

## Økonomi
De vigtigste indtægter kommer fra fåreavl, kvægavl og korn og kartoffelavl. Før i tiden var der også en betydelig tørveproduktion. I mange områder anvendes der stadig tørv til opvarmning af husene. I den østlige del af coynty Mayo 21 km nordøst for Pilgrimsfærd|pilgrimsbyen Cork befinder den internationale lufthavn Cork sig.

## Politik
Mayo har fem parlamentsmedlemmer i det irske parlament (Dáil Éireann).
Pladsfordelingen i County Council efter kommunalvalget den 5. jnni 2009:
| Parti       | Sæder |
| ----------- | ----- |
| Fine Gael   | 18    |
| Fianna Fáil | 7     |
| Sinn Féin   | 2     |
| Uafhængige  | 4     |

## Byer og landsbyer
Castlebar 17.891, Ballina 10.146, Westport 5.000, og Claremorris med 3.170 indbyggere var i 2006 County Mayos fire største største byer.
| - Achill Island - Attymass - Ballina - Ballinrobe - Ballyhaunis | - Ballyglass - Ballyvary - Bangor Erris - Belcarra - Belmullet | - Bohola - Bonniconlon - Castlebar - Carrowteige - Claremorris | - Cong - Corroy - Crossmolina - Derrew - Faulagh | - Foxford - Glengad - Glenamoy - Gweesalia - Islandeady | - Keel - Kilkelly - Killala - Kilmaine - Kiltimagh | - Knockmore - Knock - Louisburgh - Mayo Abbey - Mulranny | - Newport - Rossport - Shrule - Swinford - Westport |

## Seværdigheder
- Fortidsmindesmærkerne gravhøjene: Alliemore, Ballina, Ballymacgibbon, Ballyglass, Behy, Carrowkilleen, Drumgollagh, Keel East, Rosdoagh og Srahwee.
- Borgene Cantron, Carrickkildavnet, Mace og Rockfleet); Kirken Burriscarra og klostrene Burrishoole, Strade, Rathfran og Rosserk; Monoliten Doonfeeny); Ogamstenen Breastagh og rundtårnene fra klostrene Aghagower, Balla, Killala, Turlough og Meelock.
- Øen Achill Island er forbundet med en bro til fastlandet er kendt for sit vilde og oprindelige landskab
- Caher Island er ubeboet og har et kloster
- Church Island har flere gamle klosterruiner og ligger på vestsiden af søen Lough Carra, er forbundet med en dæmning til fastlandet.
- Clare Island med kirke, borg og gravhøje. Der er ingen regelmæssig færgeforbindelse, men privatfærge kan bestilles.
- Det 764 meter høje bjerg Croagh Patrick sydvest for Westport.
- Landsbyen Cong med borgen Ashford Castle og klosterruinen Cong Abbey.
- Pilgrimsbyen Knock er kendt for at være stedet hvor katolikkerne tror at Jomfru Maria den 21. august 1879 viste sig sammen med Josef og apostlen Johannes.

Øvrige
| - Achill Island - Ashford Castle - Ballintubber Abbey - Blacksod Lighthouse - Broadhaven Bay - Burrishoole Abbey - Céide Fields - Clare Island - Clew Bay - Cong Abbey - Croagh Patrick - Eagle Island lighthouse - Erris - Faulagh - Granuaile's Castle, Clare Island - Great Western Greenway - Ireland West Airport, Knock - Joyce Country - Killala Bay - Knock Shrine | - List of designated Scenic Roads in Co. Mayo - Lough Mask - Mayo Peace Park - Moore Hall - Moygownagh - Mullet Peninsula - Murrisk Abbey - Murrisk Millennium Peace Park - National Museum of Ireland – Country Life - National Famine Memorial - Nephin - Partry Mountains - Rockfleet Castle - Sruwaddacon Bay - Tourmakeady - Uggool Beach - Westport House - Wild Nephin Nationalpark |